# دار الكتب القطرية
دار الكتب القطرية هي مكتبة تاريخية تقع في الدوحة، قطر. كانت المكتبة الوطنية الرسمية للبلاد حتى افتتاح مكتبة قطر الوطنية عام 2012م. تأسست في 29 ديسمبر 1962م، وتُعتبر من أقدم المكتبات الوطنية في منطقة الخليج العربي.

## التاريخ
تأسست دار الكتب القطرية بمرسوم من الشيخ علي بن عبد الله آل ثاني، حاكم قطر آنذاك، بهدف توفير مصدر رئيسي للمعرفة والثقافة للمجتمع القطري. في عام 1982، تم توسيع المبنى ليشمل طابقًا ثانيًا، بالإضافة إلى إنشاء مختبر لحفظ الكتب وقسم مخصص لتجليد الدوريات.

## المجموعات والخدمات
بحلول عام 2012، ضمت المكتبة مجموعة واسعة من المصادر، بما في ذلك:
- 281,000 كتاب باللغة العربية
- 38,098 كتاب باللغة الإنجليزية
- 1,163 دورية عربية
- 266 دورية إنجليزية
- 865 أطروحة باللغتين العربية والإنجليزية
- 2,018 مخطوطة

## التجديد وإعادة الافتتاح
في مارس 2025، أعيد افتتاح دار الكتب القطرية بحلتها الجديدة بعد عملية ترميم شاملة حافظت على الطابع التاريخي للمبنى مع إضافة تحديثات تكنولوجية حديثة. تم تدشين الدار بحضور معالي الشيخ محمد بن عبدالرحمن بن جاسم آل ثاني، رئيس مجلس الوزراء وزير الخارجية، وعدد من كبار المسؤولين في الدولة. تضمن حفل الافتتاح معرضًا للكتاب بمشاركة دور النشر القطرية، بالإضافة إلى عرض كتب نادرة ومخطوطات توثق تاريخ الدار.

## الدور الثقافي
تُعتبر دار الكتب القطرية منارة ثقافية في المشهد الثقافي لدولة قطر، حيث لعبت دورًا كبيرًا في تنظيم الأنشطة الثقافية وإقامة الفعاليات منذ نشأتها في الستينيات. كما أنها المورد الرئيسي للمعرفة والركن الشامخ في المشهد الثقافي القطري. 